# Sylvia
Sylvia là một chi chim trong họ Sylviidae.

## Các loài
Loài Parophasma galinieri đặc hữu Ethiopia thuộc về nhánh chứa Sylvia với độ hỗ trợ 100% trong phân tích phát sinh chủng loài với sự lấy mẫu của loài điển hình cho chi Sylvia là Sylvia atricapilla, nhưng nó có thuộc về Sylvia hay chỉ là quan hệ chị-em với chi này lại là điều không chắc chắn, vì thế xử lý thận trọng nhất và tốt nhất là coi nó như một chi đơn loài có quan hệ chị-em với S. atricapilla và các đồng minh gần gũi nhất của loài này. Phần còn lại của chi Sylvia do vậy nên chuyển sang chi mới được phục hồi lại là Curruca. 

### Phần giữ lại
Bao gồm cả các loài trước đây xếp trong các chi Horizonrhinus, Lioptilus và Pseudoalcippe.
- Sylvia atricapilla: Loài điển hình.
- Sylvia borin
- Sylvia dohrni (đồng nghĩa: Horizorhinus dohrni)
- Sylvia nigricapillus (đồng nghĩa: Lioptilus nigricapillus)
- Sylvia atriceps
- Sylvia abyssinica (đồng nghĩa: Pseudoalcippe abyssinica)

### Chuyển sang Curruca
Chi Curruca tự bản thân nó là tổ hợp của năm nhánh khác biệt, có thể coi là 5 phân chi hoặc 5 chi riêng biệt, bao gồm: Atraphornis, Adophoneus, Parisoma, Curruca và Melizophilus.
- Atraphornis
  - Sylvia deserti = Curruca deserti
  - Sylvia nana = Curruca nana
- Melizophilus
  - Sylvia deserticola = Curruca deserticola
  - Sylvia melanothorax = Curruca melanothorax
  - Sylvia mystacea = Curruca mystacea
  - Sylvia rueppelli = Curruca rueppelli
  - Sylvia melanocephala = Curruca melanocephala
  - Sylvia subalpina (đồng nghĩa: Sylvia moltonii, tách ra từ tổ hợp loài S. cantillans) = Curruca subalpina
  - Sylvia inornata (tách ra từ tổ hợp loài S. cantillans) = Curruca inornata
  - Sylvia cantillans (chia thành 3 loài từ tổ hợp loài S. cantillans) = Curruca cantillans
  - Sylvia communis = Curruca communis
  - Sylvia conspicillata = Curruca conspicillata
  - Sylvia sarda = Curruca sarda
  - Sylvia undata = Curruca undata
  - Sylvia balearica = Curruca balearica
- Adophoneus
  - Sylvia nisoria = Curruca nisoria
- Parisoma
  - Sylvia layardi (trước thuộc chi Parisoma) = Curruca layardi
  - Sylvia boehmi (trước thuộc chi Parisoma) = Curruca boehmi
  - Sylvia subcaerulea (Sylvia subcaeruleum, trước thuộc chi Parisoma) = Curruca subcaerulea
- Curruca
  - Sylvia buryi (trước thuộc chi Parisoma) = Curruca buryi
  - Sylvia lugens (trước thuộc chi Parisoma) = Curruca lugens
  - Sylvia leucomelaena = Curruca leucomelaena
  - Sylvia hortensis = Curruca hortensis
  - Sylvia crassirostris (đồng nghĩa: Sylvia hortensis crassirostris) = Curruca crassirostris
  - Sylvia curruca (tách tiếp tổ hợp loài này thành 3 loài mới sau khi đã tách S. minula) = Curruca curruca
  - Sylvia minula (tách ra từ tổ hợp loài S. curruca) = Curruca minula
  - Sylvia blythi (tách ra từ tổ hợp loài S. curruca) = Curruca blythi
  - Sylvia halimodendri (tách ra từ tổ hợp loài S. curruca) = Curruca halimodendri
  - Sylvia althaea = Curruca althaea
  - Sylvia margelanica (tách ra từ tổ hợp loài S. curruca) = Curruca margelanica